# Államvallás
Az államvallás (más néven hivatalos vallás vagy régiesen bevett vallás) az állam által hivatalosan jóváhagyott vagy előnyben részesített vallás más vallásokkal szemben. 
Államvallásról akkor beszélünk, amikor egy állam jogszabályai – általában az alkotmánya – meghatározzák, hogy egy bizonyos vallás az adott állam vallása.
Az államvallás nélküli országokat világi államnak nevezzük. A legtöbb ország ilyen. Ezeken kívül vannak olyan esetek, amikor egy államnak bármilyen okból van állami vagy hivatalos vallása.  Az államvallás lehet az egyetlen vallás, amely elismert vagy engedélyezett az országban, vagy egyszerűen csak élvezhet bizonyos előnyöket (például pénzügyi támogatás), a többi vallás szabad gyakorlása mellett.

Országok, ahol bizonyos vallást előnyben részesítenek a többivel szemben:

| Kereszténység Római katolikus Ortodox Evangélikus Anglikán Kálvinizmus Metodizmus | Iszlám Szunnita iszlám Síita iszlám Ibádita iszlám | Théraváda Vadzsrajána | Nincs államvallás |

## Az országok áttekintése

### Buddhizmus
Azok az országok, ahol a buddhizmus vagy annak egy meghatározott formája hivatalos vallás:
- Bhután. Az ország alkotmánya a buddhizmust "Bhután szellemi örökségeként" határozza meg, és azt is előírja, hogy a Druk Gyalpo (király) nevezze ki Je Khenpo-t (szerzetesi testület főapátja) és a Dratshang Lhentshog-ot (Szerzetesi Ügyek Bizottsága).[1]
- Kambodzsa. Az alkotmány az ország hivatalos vallásaként nyilvánította a buddhizmust.[2] Kambodzsa lakosságának körülbelül 98%-a buddhista.[3]

Egyes országokban a buddhizmust nem ismerik el államvallásként, de különleges státusszal rendelkezik:
- Laosz [4]
- Mianmar "[5] (2008. évi alkotmány, 361. szakasz )
- Srí Lanka [6] (1978. évi alkotmány, 9. szakasz )
- Thaiföld A thaiföldi alkotmány szerint az ország szekuláris és garantált a vallásszabadság, de sok fontos kiváltság is megadatik a buddhizmusnak, mivel a kormány támogatja és védi a buddhizmust, mint a thaiföldi uralkodó vallást, emellett pénzügyi támogatást nyújt a buddhista templomok építéséhez.[7] (2007. évi alkotmány, 79. cikk )

### Kereszténység

#### Katolicizmus
- Costa Rica alkotmányának 75. cikke kimondja, hogy "a katolikus és apostoli vallás az állam vallása, amely hozzájárul annak fenntartásához, anélkül, hogy akadályozná a más istentiszteleti formák szabad gyakorlását a köztársaságban."[8]
- Liechtenstein alkotmánya kimondja, hogy a katolikus vallás az államvallás, és élvezi az „állam teljes védelmét.” Az alkotmány azonban biztosítja, hogy más vallású emberek is "jogosultak legyenek hitvallásuk gyakorlására az erkölcsnek és a közrendnek megfelelő mértékben."[9]
- Málta alkotmányának 2. cikke a "katolikus és apostoli vallást" államvallásként mondja ki.[10]
- Monaco alkotmányának 9. cikke a "katolikus és apostoli vallást" államvallásként írja le.[11]
- Vatikán egy választói, teokratikus abszolút monarchia,[12] amelyet a pápa irányít, aki egyben a katolikus egyház feje is. A legmagasabb állami funkcionáriusok mindegyike a  katolikus klérusból kerül ki. Itt van a pápa hivatalos tartózkodási helye, amelyet Apostoli Palotának neveznek.

Országok, amelyek különböző fokon támogatják a római katolicizmust, anélkül, hogy államvallássá tennék azt:
- Andorra[13]
- Argentína
- Kelet-Timor [14]
- Salvador [15][16]
- Guatemala [17]
- Olaszország [18]
- Panama [19]
- Paraguay [20]
- Peru [21]
- Lengyelország [22]
- Spanyolország [23]

#### Ortodox
- Görögország A görög alkotmány a görög ortodox egyházat az országban uralkodó vallásként mondja ki,[24] és ez az egyetlen ország a világon, ahol az ortodox kereszténységet egyértelműen államvallásként ismerik el.[25][26] Ez a rendelkezés azonban nem ad kizárólagos istentiszteletet a görög egyháznak, mert az összes többi vallást is egyenlőnek ismerik el és szabadon gyakorolhatják őket a híveik.[27]

Az alábbi országok alkotmányaikban különböző mértékben támogatják az ortodox kereszténységet, anélkül, hogy államvallássá nyilvánítanák:
- Bulgária A bolgár alkotmányban a bolgár ortodox egyházat a bolgár nép "hagyományos vallásának" ismerik el.[28]
- Ciprus "[29][30]
- Finnország A finn ortodox egyház és a finn evangélikus egyház is "nemzeti egyház".[31][32]
- Grúzia [33]

#### Evangélikus
- Dánia „Az evangélikus egyház Dánia hivatalos egyháza, és mint ilyen, az állam támogatja” [34]
- Izland. "Az evangélikus egyház Izland államegyháza, és mint ilyen, az állam támogatja és védi." ;[35]
- Norvégia A norvég egyház evangélikus és továbbra is a norvég nemzeti egyház marad, amelyet állam támogat. "A király mindenkor vallja az evangélikus-lutheránus vallást". "[36] évi alaptörvény, 16. szakasz )

#### Magyarország
Nincs államvallás. Minden bejegyzett vallási csoportot ugyanazon jogok illetik meg.
A 2011. évi magyar alkotmány preambuluma Magyarországot "a keresztény Európa részeként" írja le, és elismeri "a kereszténység nemzetmegtartó szerepét", míg a 7. cikk kimondja, hogy az állam együttműködik az egyházakkal a közösségi célok érdekében. Az alkotmány ugyanakkor garantálja a vallásszabadságot, valamint az egyház és az állam szétválasztását.

### Hinduizmus
Ahol az állam a hinduizmust támogatja:
- Nepál : Nepál alkotmánya bizonyos különleges jogokat biztosít a hindu vallásgyakorlathoz. Az alkotmányban a Nepáli Köztársaságot hivatalosan szekuláris nemzetként határozzák meg, de a szekularizmust "a régi vallás és kultúra védelme" -ként határozzák meg. Hindu-párti törvények léteznek, például a tehénvágás nemzeti tilalma és a hittérítést tiltó törvények.

### Judaizmus
- Izrael  számos törvénye " zsidó és demokratikus államként " határozza meg az országot ( medina yehudit ve-demokratit ). Bár alkotmányos szempontból a zsidó vallás nem államvallás Izraelben, státusza mégis meghatározza a vallás és az állam viszonyát, valamint azt, hogy a zsidó vallás befolyásolja a politika egészét. [39]

### Iszlám
Számos muszlim többségű ország alkotmánya államvallásként határozza meg az iszlámot, vagy annak egy meghatározott formáját. Az emberek áttérése más vallásra (aposztázia) gyakran illegális az ilyen államokban. 
- Afganisztán. Az alkotmány 2. cikke : "Az iszlám szent vallása az Afganisztáni Iszlám Köztársaság vallása."
- Algéria, a 2016. évi algériai alkotmány 2. cikke : "Az iszlám az állam vallása."
- Bahrein alkotmányának 2. cikke : "Az állam vallása az iszlám." (2002. évi alkotmány, 2. cikk )
- Brunei alkotmányának 3. cikke : "Brunei hivatalos vallása az iszlám vallás  ..."
- Comore-szigetek. A Comore-szigetek 2001. évi alkotmányának preambuluma : "...  meríteni az iszlámból, az államvallásból  ..."
- Dzsibuti alkotmányának 1. cikke : "Az iszlám az állam vallása".
- Egyiptom. A 2014. évi egyiptomi alkotmány 2. cikke : "Az iszlám az állam vallása".
- Irán. Az iráni alkotmány 12. cikke : " Irán hivatalos vallása az iszlám és a 12-es sía, és ez örökké változhatatlan marad."
- Irak alkotmányának cikke : "Az iszlám az állam hivatalos vallása, és a törvényhozás alapja  ..."  (2004. évi alkotmány, 7. cikk )
- Jordánia alkotmányának 2. cikke : "Az iszlám az állam vallása, az arab pedig hivatalos nyelve."
- Kuvait alkotmányának 2. cikke : "Az állam vallása az iszlám, és az iszlám törvény a törvénykezés fő forrása."
- Líbia. Az alkotmányos nyilatkozat 1. cikke : "Az iszlám az állam vallása, a jogalkotás legfőbb forrása pedig az iszlám joggyakorlat (saría)."
- Maldív-szigetek 2008. évi alkotmányának 10. cikke : "A Maldív-szigetek államának vallása az iszlám. Az iszlám az egyik alapja a Maldív-szigetek összes törvényének."
- Malajzia alkotmányának 3. cikke : "az iszlám a Maláj Föderáció vallása; de más vallásokat békében és harmóniában lehet gyakorolni a Föderáció bármely részén."
- Mauritánia alkotmányának 5. cikke : "Az iszlám a nép és az állam vallása."
- Marokkó alkotmányának 3. cikke : "Az iszlám az állam vallása, amely garantálja más kultuszok szabad gyakorlását."
- Omán alkotmányának 2. cikke : "Az állam vallása az iszlám, az iszlám saría pedig a törvényhozás alapja."
- Pakisztán alkotmányának 2. cikke : "Pakisztán államvallása az iszlám."
- Palesztina állam alaptörvényének 4. cikke : " Palesztinában a hivatalos vallás az iszlám. Az összes többi mennyei vallás tiszteletben tartása és szentsége fennmarad."
- Katar alkotmányának 1. cikke : "Katar egy független, szuverén arab állam. Vallása az iszlám, és a saría törvény a törvénykezés fő forrása."
- Szaúd-Arábia alaptörvényének 1. cikke : "A Szaúd-Arábiai Királyság egy szuverén Arab Iszlám Állam. Vallása az iszlám."
- Szaharai Köztársaság
- Szomália. A Szomáliai Szövetségi Köztársaság ideiglenes alkotmányának 2. cikke : "az iszlám az állam vallása".
- Tunézia. A 2014. évi tunéziai alkotmány 1. és 6. cikke : "Tunézia szabad, független, szuverén állam; vallása az iszlám (...) Az állam a vallás őre. Garantálja a lelkiismeret és a meggyőződés szabadságát és szabad a vallási gyakorlatok gyakorlása. "
- Egyesült Arab Emírségek alkotmányának 7. cikke : "az iszlám az Unió hivatalos vallása."
- Jemen. A jemeni alkotmány 2. cikke : "Az iszlám az állam vallása, az arab pedig a hivatalos nyelve." (1991. évi alkotmány, 2. cikk )

Szunnita
- Egyiptom (2014. évi alkotmány, 2. cikk )
- Afganisztán (2004. évi alkotmány, 2. cikk )
- Algéria (1976/1996 . Évi alkotmány, 2. cikk )
- Banglades (1972. évi alkotmány, 2A. Szakasz ) ; Az államvallás megszüntetése bírósági eljárás tárgyát képezte, és 2016-ban elutasították [40]
- Brunei (1959. évi alkotmány, 3. cikk )
- Dzsibuti (1992. évi alkotmány, 1. cikk )
- Jordánia (1952. évi alkotmány, 2. cikk )
- Katar (2003. évi alkotmány, 1. cikk )
- Comore-szigetek (2018. évi alkotmány, 97. cikk )
- Kuvait (1962. évi alkotmány, 2. cikk )
- Líbia (2011. évi alkotmány, 1. cikk )
- Malajzia (1957. évi alkotmány, 3. cikk Archiválva 2017. október 10-i dátummal a Wayback Machine-ben )
- Maldív-szigetek (2008. évi alkotmány, 10. cikk )
- Marokkó (1992. évi alkotmány, 6. cikk )
- Mauritánia (1991. évi alkotmány, 5. cikk )
- Pakisztán (1973. évi alkotmány, 2. szakasz )
- Palesztina (2003. évi alkotmány, 4. cikk )
- Szaúd-Arábia (1992. évi alaptörvény, 1. cikk )
- Szomália (2012. évi alkotmány, 2. cikk Archiválva 2020. november 28-i dátummal a Wayback Machine-ben )
- Tunézia (2014. évi alkotmány, 1. cikk )
- Egyesült Arab Emírségek (1971. évi alkotmány, 7. cikk )

síita
- Irán ( teokrácia ; 1979. évi alkotmány, 12. cikk )

Ibádi
- Omán (1996. évi alkotmány, 2. cikk )

## Fordítás
Ez a szócikk részben vagy egészben  a   State religion című angol Wikipédia-szócikk ezen változatának fordításán alapul.  Az eredeti cikk szerkesztőit annak laptörténete sorolja fel. Ez a jelzés csupán a megfogalmazás eredetét és a szerzői jogokat jelzi, nem szolgál a cikkben szereplő információk forrásmegjelöléseként.